# Судзуки, Сигэёси
Сигэёси Судзуки (яп. 鈴木 重義, 13 октября 1902, Фукусима — 20 декабря 1971, Япония) — японский футболист. Играл за сборную Японии.

## Карьера
На протяжении своей футбольной карьеры выступал за клуб Университета Васэда.

## Национальная сборная
В 1927 году Судзуки был вызван в сборную Японии на Дальневосточных играх 1927. На этом турнире 27 августа он дебютировал против Китайская Республика. Всего он провел за национальную команду 2 матча, забив 1 гол.

## Статистика за сборную
| Сборная Японии | Сборная Японии | Сборная Японии |
| Год            | Матчи          | Голы           |
| -------------- | -------------- | -------------- |
| 1927           | 2              | 1              |
| Итого          | 2              | 1              |